# Румеи
Руме́и или Румские греки, или Румейские греки — одна из двух этнолингвистических групп приазовских греков, выходцы из Крыма.

## История

### Российская империя
Крымские греки переселились в Приазовье в 1778 году. Инициатором миграции был православный митрополит Игнатий, вместе с которым Крым покинули 33 тысяч человек. Центром новой общины стал город Мариуполь. Переселенцам выделили 13 000 км² земли, что составляет половину площади полуострова Крым (27 000 км²); каждый получил по указу Екатерины II 33 гектара (30 десятин). Перипетиям этого переселения посвящена историческая поэма грека-румея (уроженца Малоянисоли) Георгия Левченко, «Крымиада». Первые годы в Приазовье греки составляли особую епархию и сохраняли специфику церковного обряда, который затем был приведён в соответствие с требованиями Петербургского Святейшего Синода. В XVIII—XIX веках румеи плотно населяли предместья Мариуполя.
Румеи подразделяются на 4 основных группы:
- сартанцы (сартаниоты[3]),
- ялтане (ялтанцы[4]),
- янисольцы[5],
- бугазоты[2].

Следующий за обоснованием переселенцев год (1780) был засушливым. В 1781 году посевы поразила не только засуха, но и саранча. «Саранча истребила весь хлеб, засуха страшная, даже бурьяну не было!» — писал священник Феодосий Макаревский. Только с 1820-х годов греки-румеи полностью оправились от понесённых потерь и стали жить более зажиточно, чем в Крыму, в связи с чем вплоть до 1820-х годов в греческих сёлах Приазовья происходили волнения переселенцев, желавших вернуться на родину. В 1805 году (через 30 лет после выхода из Крыма) сельская община приазовской Сартаны договорилась с владельцем крымской Сартаны генералом Дашковым о том, чтобы выкупить у него имение и всем селом вернуться на полуостров. Они обратились в правительство с просьбой разрешить им эту сделку, причём греки готовы были вернуть российской казне также деньги, затраченные на их переселение и обустройство. Ответ был отрицательным, причём весьма показательна его причина: «Поелику прочих 20-ти греческих селений многие обыватели имеют равное желание к переходу в Таврическую губернию по одному только предрассудку, что там они и предки их жили, каковые мнения о переселении были у них и прежде, и неинако укрощались как только строгими от начальства мерами, ибо тогда при подобных волнениях, правительство в необходимости было для усмирения беспокойных высылать воинские отряды, и если ныне не будет сартанским воспрещено, то поводом оного потревожутся и прочие». Сильные волнения по этому поводу, происходили в 1804 году среди жителей приазовских сёл Малой Янисоли, Чердаклы и Камары.
К выходцам из Крыма в дальнейшем подселились понтийские греки, основавшие в Приазовье село Анадоль.

### СССР
Огромные людские потери понесли греки-румеи в период коллективизации. По данным краеведа Лазаря Хаджинова, в одном только селе Бугас были раскулачены либо репрессированы иным образом 150 румеев.
В ночь на 17 декабря 1937 года, согласно директиве наркома внутренних дел Н. И. Ежова № 50215, было репрессировано свыше 3800 советских греков. В 1938 году были закрыты все школы и национальная газета греков-румеев.

## Язык
В отличие от урумов — носителей тюркских диалектов — румеи говорят на румейском языке, восходящем к средневековому греческому языку Византийской империи и плохо понятном жителям современной Греции.